# Турано-Уюкская котловина
Тура́но-Ую́кская котлови́на — межгорная котловина в Туве, в системе Западного Саяна. Ограничена на севере Куртушибинским, на юге — Уюкским хребтами.
Протяжённость котловины составляет около 80 км, ширина достигает 30—40 км. Преобладающие высоты — от 700 до 1100 м. Рельеф увалисто-равнинный. Дренируется рекой Уюк, правым притоком Большого Енисея. Почвы тёмно-каштановые и чернозёмные. Преобладающий тип ландшафта: полынно-злаковые и злаковые степи. Богарное и поливное земледелие, животноводство. В котловине находится город Туран.